# Кипарис в геральдике

Герб коммуны Капраника-Пренестина

Герб муниципалитета Эль-Ронкильо

Кипарис — естественная негеральдическая гербовая фигура, нашедшая большое применение в территориальной геральдике стран Средиземноморья и Причерноморья.
Мистический символ смерти и траура, олицетворение печали и скорби, поскольку использовался при бальзамировании тела и изготовления гробов. Изображался на могильных памятниках, поскольку считалось, что он предохраняет тело от разложения. В геральдике предполагается, что кипарис есть символ жизни, вечной славы и надежды на долгий, прочный и вечный мир.

## История
В Древнегреческой мифологии кипарис имел двойственную репутацию: он был символом мрачного бога подземного царства Гадеса и в то же время более жизнерадостных богов — Зевса, Аполлона, Афродиты и Гермеса. Данная противоречивость объясняет, почему впоследствии кипарис стал символом возрождения и жизни после смерти и с данной символикой входил в древние родовые гербы благородных рыцарей.
Древнеримский поэт Овидий в своём произведении «Метаморфозы» передаёт легенду о Кипарисе, юноше, который попросил богов обратить его в дерево, чтобы вечно грустить о своём любимце, олене, которого он ненароком подстрелил на охоте.
В Азии, как и другие вечнозелёные деревья, символ долголетия и бессмертия.
Древние арабы называли кипарис — Древом Жизни. У мусульман, конусообразная форма дерева послужила основанием считать его символом бессмертия.
В Китае дым от сжигания кипарисовых ветвей — символ светлых сил, оберег от несчастья.
В Библии кипарис перечисляется среди деревьев, растущих в райском саду (Иез. 31:8). По некоторым предположениям, кипарис — это дерево гофер, из которого был сделан Ноев ковчег. С приходом христианства символика кипариса поменялась, из символа смерти он стал символом вечной жизни: из древесины кипариса часто делают поклонный и нательный крест.
В польской геральдике данного символа практически нет.
В русской геральдике широкого применения не нашло, за исключением в советское время в территориальной геральдике небольших поселений черноморского региона России.

## Геральдика
Геральдика не имеет ничего общего с европейскими обычаями украшать кипарисами могилы на кладбищах, что очевидно является наследием древнего языческого культа, связанного с подземным царством и его божеством, которому и посвящалось данное дерево. В геральдике кипарис символ жизни, вечной славы и надежды на вечный мир, с данной символикой он вошёл в гербы.
Как правило кипарис изображается столбом, в естественном — зелёном цвете. Если ствол дерева отличается от кроны дерева, то он отдельно блазонируется в описании герба. Довольно часто изображаются по три дерева и с корнями. Очень редко имеет какое-либо украшение (лента и.т.д), и не встречаются его плоды (шишки).